# Alberto Franchetti
Alberto Franchetti, italijanski skladatelj, * 18. september 1860, Torino, Italija, † 4. avgust 1942, Viareggio, Kraljevina Italija.

## Življenje
Glasbo je študiral v Benetkah, Dresdenu in Münchenu na tamkajšnjem konservatoriju. Njegovo glasbo so kritiki označevali kot kombinacijo Wagnerjevega in Meyerbeerovega stila, prežetega z italijanskim verizmom.
Njegovo najbolj poznano delo je opera v štirih dejanjih z epilogom Krištof Kolumb, ki je bila uprizorjena ob 400-letnici odkritja Amerike 6. oktobra 1892 v Genovi.